# پرزگیر

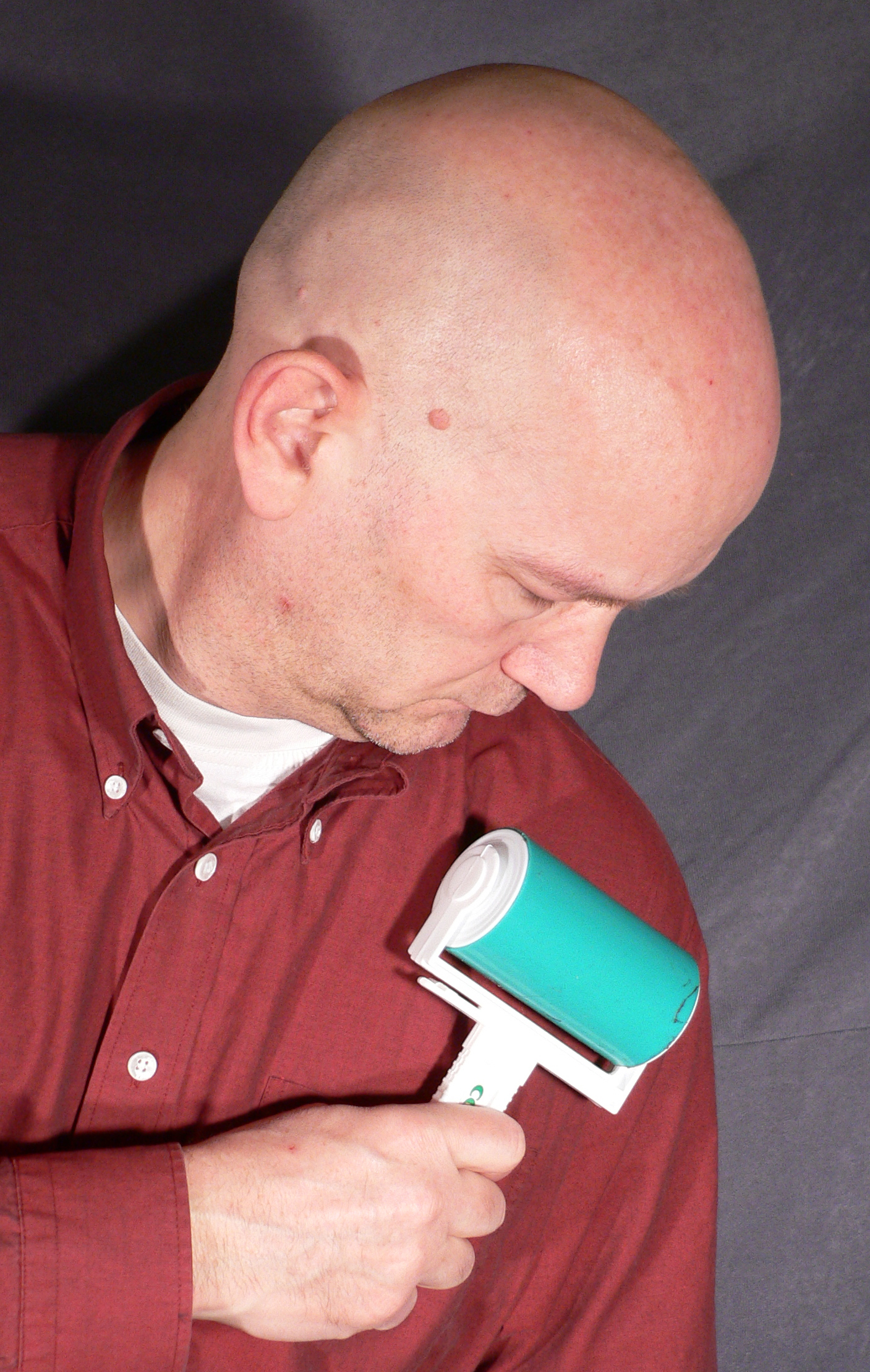

پرزگیر ابزاری است برای زدودن و پاک کردن پُرزها و کُرک‌های چسبیده به پیراهن و البسه که معمولاً در اثر شستن ظاهر می‌شوند. یک لایه چسب مانند با غلتکی از جنس کاغذ پرزها و الیاف زائد را از روی سطح پیراهن می‌زداید.